# Teoria della selezione clonale

Selezione clonale dei linfociti: 1) Negli organi linfatici primari, le cellule staminali danno origine a numerose cellule linfatiche immature che espongono recettori per ogni tipo di antigene 2). Se i linfociti immaturi incontrano il proprio antigene in questa fase muoiono 3) (cloni proibiti). I linfociti sopravvissuti migrano nei tessuti periferici 4). I linfociti maturi che incontrano l'antigene 5) si attivano dividendosi ripetutamente e danno origine a numerose cellule effettrici ed a cellule di memoria 6).

La teoria della selezione clonale, proposta da Frank Macfarlane Burnet  nel 1957, è una teoria ampiamente accettata dalla comunità scientifica e spiega attraverso quali meccanismi il sistema immunitario reagisce con linfociti T e B specifici per la distruzione degli antigeni nel corpo. La teoria della selezione clonale è anche in grado di spiegare il fenomeno della "memoria immunitaria".

## I quattro postulati fondamentali alla base della teoria
- Ogni linfocita porta un solo tipo di recettore con una specificità unica
- Per attivare la cellula, il recettore deve essere occupato
- Le cellule derivate da un linfocita attivato avranno recettori dello stesso tipo della cellula originale
- I linfociti che riconoscono i self vengono eliminati già all'inizio dello sviluppo

## Prime ricerche
Nel 1954, l'immunologo Niels Jerne presenta una teoria nella quale afferma che vi è già una vasta gamma di linfociti nel corpo prima di qualsiasi infezione. L'ingresso di un antigene nel corpo produce la selezione di un solo tipo di linfociti e quindi stimola la produzione di anticorpi per distruggere l'antigene.

## Altre ricerche e formulazione della teoria
Nel 1957 l'immunologo australiano Frank Macfarlane Burnet assieme a David W. Talmage lavora su questo modello di teoria ed è il primo a chiamarla "teoria della selezione clonale". Burnet spiega il funzionamento della memoria immunitaria ipotizzando la produzione di due tipi di linfociti:
- Cellule “B” attive: agiscono immediatamente per combattere le infezioni rilasciando anticorpi che durano solo poche ore o giorni.
- Cellule memoria: non agiscono immediatamente ma si preservano nell'organismo per prevenire eventuali infezioni successive alla prima; queste cellule possono rimanere nell'organismo per periodi di tempo molto lunghi, il che si traduce in immunità a tale antigene.

Nel 1958, Gustav Nossal e Joshua Lederberg hanno dimostrato che una cellula B produce sempre un solo anticorpo. Questa è stata la prima prova a conferma della teoria.